# Episodi de Il fuggiasco (prima stagione)
La prima stagione della serie televisiva Il fuggiasco è composta da 30 episodi ed è andata negli Stati Uniti sul canale ABC dal 17 settembre 1963 al 21 aprile 1964.
| nº | Titolo originale                  | Titolo italiano              | Prima TV USA      | Prima TV Italia |
| -- | --------------------------------- | ---------------------------- | ----------------- | --------------- |
| 1  | Fear in a Desert City             | La colpa di Richard Kimble   | 17 settembre 1963 | 2 giugno 1965   |
| 2  | The Witch                         |                              | 24 settembre 1963 |                 |
| 3  | The Other Side of the Mountain    |                              | 1º ottobre 1963   |                 |
| 4  | Never Wave Goodbye (1)            | Le vele di Santa Barbara     | 8 ottobre 1963    | 1 luglio 1965   |
| 5  | Never Wave Goodbye (2)            | Una regata pericolosa        | 15 ottobre 1963   | 8 luglio 1965   |
| 6  | Decision in the Ring              | La carriera di Joe Smith     | 22 ottobre 1963   | 9 giugno 1965   |
| 7  | Smoke Screen                      |                              | 29 ottobre 1963   |                 |
| 8  | See Hollywood and Die             | Obiettivo Hollywood          | 5 novembre 1963   | 16 giugno 1965  |
| 9  | Ticket to Alaska                  |                              | 12 novembre 1963  |                 |
| 10 | Fatso                             |                              | 19 novembre 1963  |                 |
| 11 | Nightmare at Northoak             | Le chiavi della prigione     | 26 novembre 1963  | 15 luglio 1965  |
| 12 | Glass Tightrope                   |                              | 3 dicembre 1963   |                 |
| 13 | Terror at High Point              |                              | 17 dicembre 1963  |                 |
| 14 | The Girl from Little Egypt        | La ragazza di Piccolo Egitto | 24 dicembre 1963  | 12 ottobre 1969 |
| 15 | Home is the Hunted                |                              | 7 gennaio 1964    |                 |
| 16 | The Garden House                  |                              | 14 gennaio 1964   |                 |
| 17 | Come Watch Me Die                 |                              | 21 gennaio 1964   |                 |
| 18 | Where the Action Is?              |                              | 28 gennaio 1964   |                 |
| 19 | Search in a Windy City            |                              | 4 febbraio 1964   |                 |
| 20 | Bloodline                         |                              | 11 febbraio 1964  |                 |
| 21 | Rat in a Corner                   |                              | 18 febbraio 1964  |                 |
| 22 | Angels Travel on Lonely Roads (1) |                              | 25 febbraio 1964  |                 |
| 23 | Angels Travel on Lonely Roads (2) |                              | 3 marzo 1964      |                 |
| 24 | Flight from the Final Demon       |                              | 10 marzo 1964     |                 |
| 25 | Taps for a Dead War               |                              | 17 marzo 1964     |                 |
| 26 | Somebody to Remember              |                              | 24 marzo 1964     |                 |
| 27 | Never Stop Running                |                              | 31 marzo 1964     |                 |
| 28 | The Homecoming                    |                              | 7 aprile 1964     |                 |
| 29 | Storm Center                      |                              | 14 aprile 1964    |                 |
| 30 | The End Game                      |                              | 21 aprile 1964    |                 |